# Bab Ezzouar
Bab Ezzouar (arabisch باب الزوار) ist eine Gemeinde in der Provinz Algier im Norden  Algeriens mit 96.597 Einwohnern (Stand: 2008). Die Stadt hat den Charakter einer Vorstadt von Algier. Es ist eine der am schnellsten wachsenden Gemeinden in Algier und es wurden viele Hotels und Einkaufszentren in der Region errichtet. Bab Ezzouar ist auch der Standort der Universität für Wissenschaft und Technologie Houari Boumedienne (USTHB), einer der bekanntesten technologischen Universitäten in Algerien.

## Klima
Laut der Klimaklassifikation nach Köppen und Geiger herrscht in Bab Ezzouar ein mediterranes Klima (Csa). 

## Geschichte
Bab Ezzouar ist eine Stadt, die aus Pendlerstädten besteht, die seit den späten 1970er Jahren nacheinander auf einer alten Sumpfebene mit ungeplanten Unterteilungen errichtet wurden. Ab 2001 hat der Staat mehrere Stadtteile mit 22-stöckigen Wohngebäuden errichtet.

## Bevölkerungsentwicklung
| Zensusjahr | Einwohnerzahl |
| ---------- | ------------- |
| 1977       | 7.100         |
| 1987       | 55.211        |
| 1998       | 92.157        |
| 2008       | 96.597        |

## Wirtschaft
Ein bedeutender Teil der Bevölkerung arbeitet im Stadtzentrum von Algier, womit Bab Ezzouar den Charakter einer Schlafstadt besitzt. Die Algerische Post hat ihren Hauptsitz in der Stadt.